# Vena supraorbital
La vena supraorbitaria comienza en la frente donde se comunica con la rama frontal de la vena temporal superficial. 
Corre hacia abajo superficialmente al músculo frontal, y se une a la vena frontal en el ángulo medial de la órbita para formar la vena angular. 
Antes de su unión con la vena frontal, envía a través de la muesca supraorbital a la órbita una rama que se comunica con la vena oftálmica; cuando este vaso pasa a través de la muesca, recibe la vena diploica frontal a través de un foramen en la parte inferior de la muesca. 
Las áreas drenadas por este vaso son la frente, la ceja y el párpado superior. 

## Imágenes adicionales

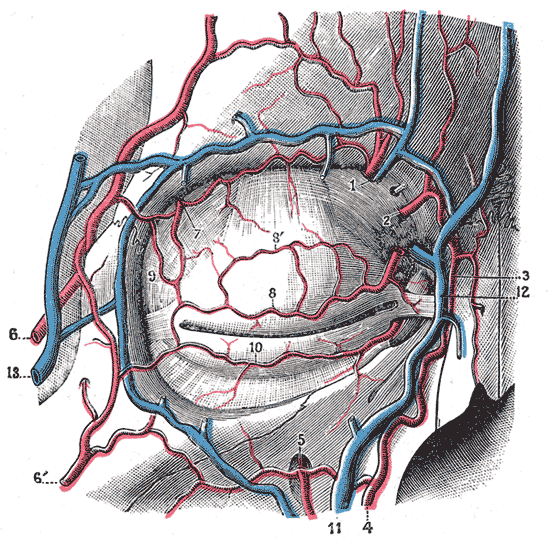
Vasos sanguíneos de los párpados, vista frontal.
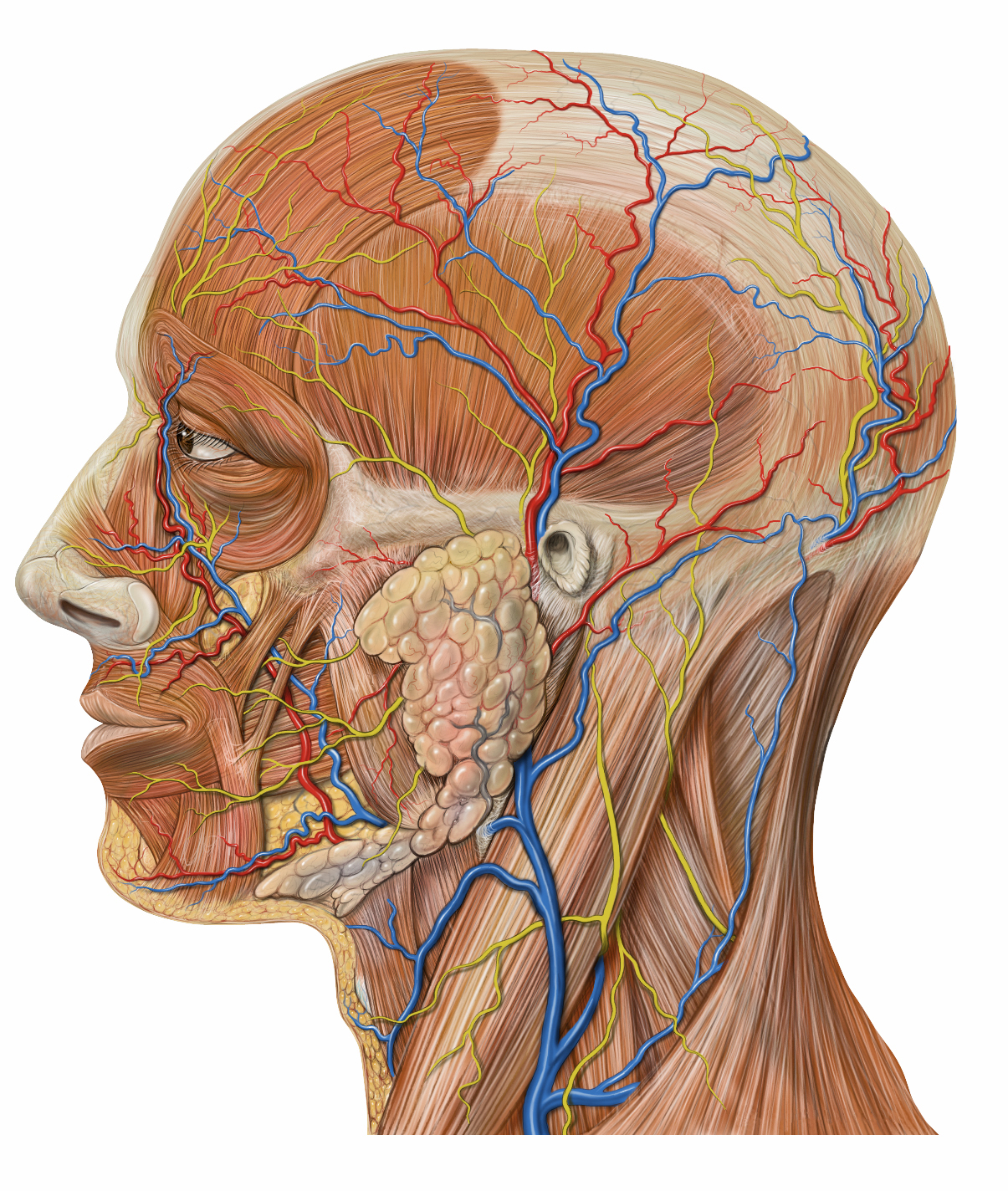
Detalle de anatomía lateral de la cabeza
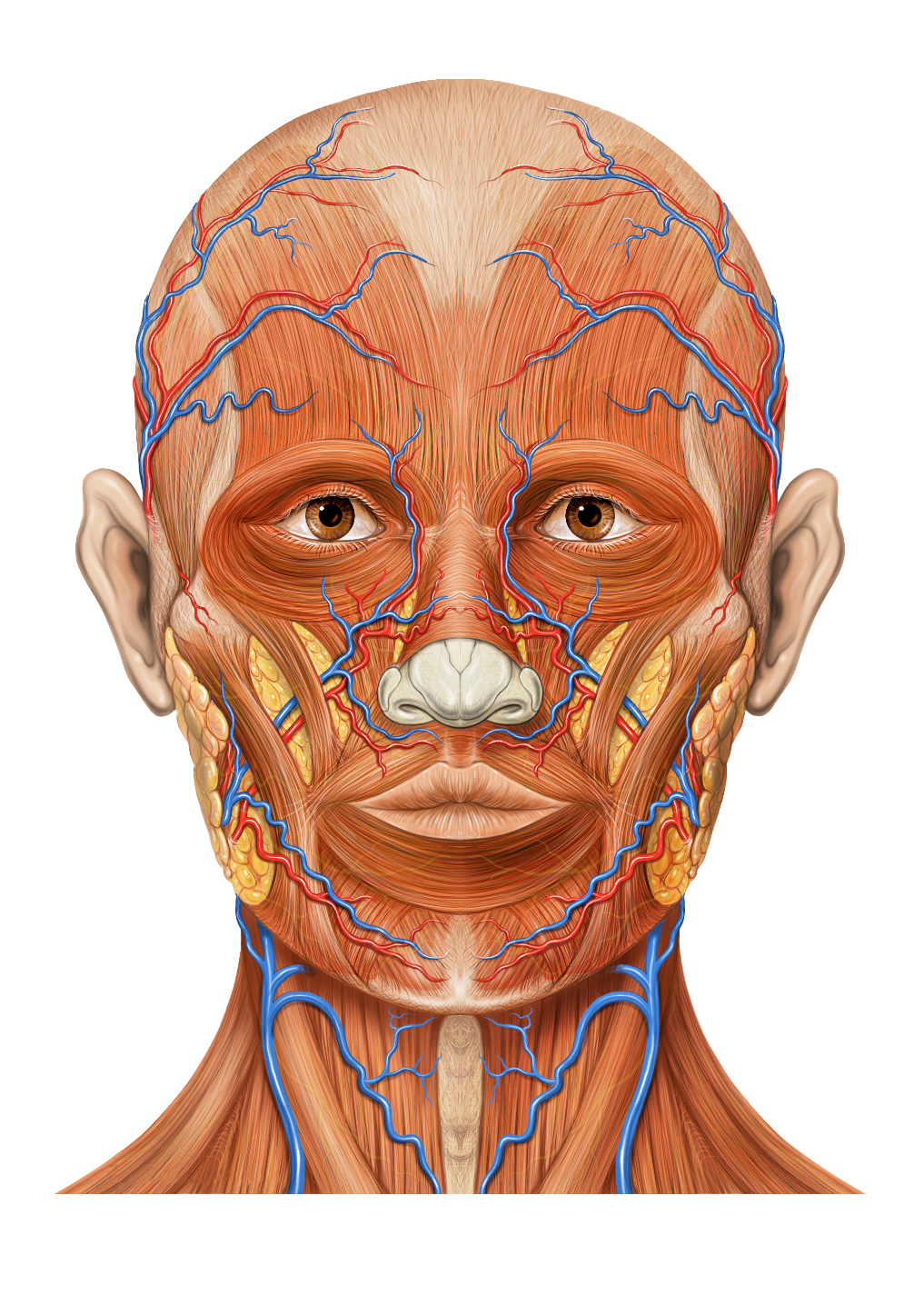
Vista anterior de la anatomía de la cabeza